# Chloe Sullivan
Pour les articles homonymes, voir Sullivan.
 (mars 2019).
Si vous disposez d'ouvrages ou d'articles de référence ou si vous connaissez des sites web de qualité traitant du thème abordé ici, merci de compléter l'article en donnant les références utiles à sa vérifiabilité et en les liant à la section « Notes et références ».
Chloé Anne Sullivan est un personnage fictif de la série Smallville, interprété par Allison Mack. Avec Clark, elle est le seul personnage à être présent dans les 10 saisons de la série. Amoureuse transie de Clark à l'adolescence, elle devient ensuite sa meilleure amie et sa confidente. Elle est la cousine de Lois Lane, la veuve de Jimmy Olsen et la femme d'Oliver Queen dans la saison 10. C'est un personnage nouveau introduit par les créateurs de Smallville dans l’histoire de Superman. Il n'y a aucune mention d'elle dans les films Superman, ni, jusqu'aux dernières saisons de la série, dans les comics (dans la série, une scène de l'épisode La Légion fait référence à cet état de fait). Cependant, en 2010, le personnage fait son apparition pour la première fois dans Action Comics 893, mis en vente le 29 septembre 2010 aux États-Unis. Après la saison 10, l'éditeur DC lance une nouvelle saison de Smallville sous forme de comics (premier numéro paru le 2 mai 2012), dans laquelle Chloé Sullivan est présente.

## Saison 1
Chloé Anne Sullivan apparaît dès la saison 1 comme une amie de Clark Kent (elle ne connaît pas encore son secret) et de Pete Ross. Elle est la rédactrice en chef de La Torche, le journal du lycée de Smallville, où elle tient dans son bureau le « Mur des Bizarreries », une collection d'articles sur les événements étranges survenus depuis la pluie des météorites le jour où Kal-El est arrivé de Krypton. Elle aime Clark en secret et espère que celui-ci finira par poser les yeux sur elle. Chloé tente de découvrir des informations sur l'adoption de Clark, ce qui mettra le jeune homme très en colère. Elle abandonne alors ses recherches. Une rivalité entre Lana Lang et Chloé se manifeste mais les deux jeunes femmes finissent par devenir amies. À la fin de la saison 1, Clark commence à voir Chloé autrement qu'une amie et l'invite au bal où tous les deux commencent à flirter avant qu'il ne la laisse pour sauver Lana d'une tempête. 

## Saison 2
Dans la saison 2, Chloé blessée d'avoir été abandonnée au bal demande à Clark de rester seulement amis malgré l’ambiguïté de ses sentiments. Elle est pendant tout l'été stagiaire au Daily Planet. Chloé, jalouse du rapprochement de Clark et Lana, se contente de taire ses émotions et reste la meilleure amie de Clark. Elle propose à Lana de vivre ensemble avec son père lorsque la tante de Lana veut quitter Smallville. La jalousie de Chloé refait surface lorsque Clark oublie d'écrire des articles pour La Torche pour passer du temps avec Lana. Chloé et Clark décident de faire une pause dans leur amitié qui reprendra plus tard. Lionel Luthor s'intéresse à elle et lui offre un poste au Daily Planet. Elle découvre que Clark et Lana sortent ensemble sans lui dire, ce qui lui brise le cœur. Furieuse et une nouvelle fois ignorée par Clark, Chloé accepte d’enquêter pour Lionel sur Clark en échange d'un stage au Daily Planet.

## Saison 3
Lors de la saison 3, on apprend que Chloé sait où se cache Clark sous l'emprise de la kryptonite rouge à Metropolis. Heureuse de redevenir la confidente de Clark, elle garde son secret. Plus tard, elle avoue à Lana où il se cache et Lana est furieuse que son amie lui ait menti durant tout ce temps. Chloé décide alors de mettre un terme à l'accord avec Lionel, ces recherches étant dangereuses pour Clark et leur amitié. Lionel la menace de licencier son père et de faire en sorte qu'il ne retrouve jamais un travail. Chloé enquête sur le passé de Lionel et découvre qu'il a probablement tué ses parents. Elle en parle à Lex Luthor mais celui-ci l'avertit qu'elle s'aventure sur un terrain très dangereux. Lionel se venge sur son fils et lui fait subir des électrochocs pour qu'il perde la mémoire. Lex a tout oublié de ce que Chloé a découvert et la jeune femme est terrifiée et reste sous la coupe de son maître chanteur. Grâce à son nouveau pouvoir, Clark découvre que Chloé travaille pour Lionel et enquête sur lui. Clark met un terme à son amitié avec elle. Perdue, Chloé demande le pardon de Clark, annule son accord avec Lionel Luthor et celui-ci renvoie son père et renvoie Chloé de son poste du Daily Planet. Chloé et Clark finissent par se réconcilier. Plus tard, Chloé découvre qu'Adam Knight, le nouveau petit ami de Lana, se drogue. Elle apprend de plus, avec Clark et Lex, que cette drogue aide Adam à rester en vie et a été envoyée par Lionel pour surveiller Clark. Lorsque Chloé est infectée par un gaz de LuthorCorp qui agit comme un sérum de vérité avec toutes les personnes qui rentrent en contact avec elle, elle s'en sert pour faire avouer à Lionel qu'il a tué ses parents. Elle enregistre sa confession, puis tente en vain de s'en servir pour découvrir le secret de Clark. Chloé avoue à Lex tout ce qu'il s'est passé et ce que son père lui a fait oublier sur la mort de ses grands-parents. Tous deux décident d'envoyer Lionel en prison. À la fin de la saison, Lionel est arrêté. Chloé et son père, sous la protection du FBI sont relocalisés dans un nouveau logement, mais cette maison ci est piégée et explose alors que Chloé et son père sont à l'intérieur. Tout porte à croire que Chloé est morte à la fin de la saison.  

## Saison 4
Dans la saison 4, on découvre que Lex savait que la maison était piégée et a sauvé Chloé et son père en les faisant passer pour morts. La cousine de Chloé, Lois Lane et Clark retrouvent Chloé en la sauvant d'un tueur envoyé par Lionel. Chloé, bien vivante, retrouve sa cousine et témoigne au procès de Lionel Luthor, qui est envoyé en prison. Chloé reprend son travail de journaliste au lycée à la Torche et collabore avec sa cousine qui est envoyée au lycée de Smallville avant de rejoindre la fac. Elle continue d’enquêter avec Clark et Lois sur des Kryptomonstres. Chloé avoue à Clark qu'elle a toujours des sentiments pour lui et sait que ce n'est pas réciproque. Alicia, la nouvelle petite amie de Clark, lui montre secrètement les pouvoirs de Clark Kent et Chloé est sous le choc. Chloé, sachant que Clark ne voulait pas lui révéler son secret, ne lui avoua pas qu'elle était au courant et préféra attendre qu'il le fasse de lui-même. À la fin de la saison, Chloé se retrouve dans les grottes Kawatche avec Lex et voit Clark entrer dans une brèche ouverte dans un mur.

## Saison 5
Dans la saison 5, Chloé se retrouve dans l’Arctique avec Clark. Elle souffre terriblement du froid et demande de l'aide à Clark qui est en plein entrainement avec Jor-El. Clark décide de sauver son amie et d'interrompre son entrainement. Chloé frigorifiée demande à son ami d'utiliser sa super vitesse et Clark, surpris, comprend que Chloé connait son secret. Clark finit par avouer toute la vérité sur son identité à Chloé. Peu après Clark découvre qu'il est devenu mortel et qu'il aura besoin de l'aide précieuse de Chloé pour sauver ses parents et Lana de méta-humains envoyés par Lex pour qu'il découvre le secret de Clark. Chloé le découvre et fait part de sa découverte à Clark qui met un terme à son amitié avec Lex. Elle assisterdu mieux qu'elle peut son ami super héros. Chloé est à l'université de Métropolis et finit par partager sa chambre avec sa meilleure amie Lana Lang. Après un entretien d'embauche pour le Daily Planet, la rédactrice en chef veut voir les compétences de Chloé et lui demande d'écrire un article. Chloé grâce à son article sur une sororité de vampires intègre l'équipe du Daily Planet. Chloé grâce à l'aide de Lionel Luthor découvre la véritable identité du professeur de Clark, Milton Fine. Chloé sauve Clark de Milton Fine et Clark le vainc et empêche la libération de Zod de la zone fantôme. Chloé continue d'aider et de soutenir Clark moralement. Après la rupture de Lana et Clark, elle s’aperçoit que Lana se rapproche dangereusement de Lex Luthor et cela crée des tensions entre les deux amies car Chloé sait ce dont Lex est capable. À la fin de la saison, lorsque Milton Fine insère un virus dans les systèmes électroniques du monde qui déchaîne le chaos à travers le monde, Chloé se retrouve dans les rues de Métropolis pendant une émeute et se fait attaquer ; mais Lionel fuyant les émeutes lui permet de se réfugier dans sa limousine. Les émeutiers parviennent cependant à extirper Chloé et Lionel de la voiture et s'en prennent à eux. Le destin de Lionel et Chloé est alors laissé en suspens. 

## Saison 6
Lors la saison 6, Chloé retrouve Henry James « Jimmy » Olsen, avec qui elle avait perdue sa virginité, qui vient travailler au Daily Planet. Les deux anciens amants renouent et entament une relation sérieuse. Chloé assiste une fois de plus son meilleur ami Clark en l'aidant à arrêter les évadés de la zone fantôme. Elle a beaucoup de mal à accepter la relation de sa meilleure amie Lana avec Lex. Elle découvre qu'elle a été affectée par la kryptonite tout comme sa mère. Sa mère possède la faculté de psychocontrôle des individus tandis que Chloé possède un pouvoir de guérison, qui va du soin d'une simple égratignure à la possibilité de ramener à la vie les personnes récemment décédées. Elle en fait l'expérience avec sa cousine Lois qui venait d'être poignardée et découverte morte. Cependant, durant l'épisode final de la saison 6, on découvre que son pouvoir a un effet pervers : en effet, il laisse Chloé dans un état d'inconscience avancée, qui fait même craindre sa mort. La saison 6 s'achève ainsi sur cette question : Chloé est-elle encore en vie ?

## Saison 7
Dans la saison 7, Chloé a survécu. Elle tente de gérer son nouveau pouvoir de guérison tout en le cachant à son petit ami Jimmy, que la cousine de Clark, Kara, tente de séduire. Chloé et Jimmy se séparent mais finissent par se retrouver ; Chloé avoue alors l’existence de son don à Jimmy. Chloé se fait renvoyer du Daily Planet par Lex Luthor. Elle reprend dès lors la fondation Isis de sa meilleure amie Lana Lang. Chloé, voulant aider Clark à retrouver Kara dans l'espace, infiltre des sites gouvernementaux et se retrouve surveillée par les agents du gouvernement, qui la qualifient de terroriste. Grâce à Jimmy qui supplie Lex d'aider Chloé, elle ne sera pas arrêtée. Jimmy la demande en mariage, mais elle se fait enlever par des agents du gouvernement juste à la fin de la saison.  

## Saison 8
Au début de la saison 8, Chloé se retrouve prisonnière mais est sauvée par Clark Kent (qui a perdu ses pouvoirs), Oliver Queen et Loïs Lane. En rentrant, elle accepte la demande en mariage de Jimmy Olsen. Elle fait alors la rencontre de Davis Bloome (alias Doomsday), se lie d'amitié avec lui alors qu'il nourrit des sentiments amoureux à son égard. Elle se marie dans l'épisode 10 de la saison 8, cependant ce mariage est gâché par l'arrivée de Doomsday qui enlève la mariée, qui est possédée par Brainiac. Grâce à Clark et à la Légion, Brainiac sort du corps de Chloé. Après avoir été remis de ses blessures, Jimmy Olsen découvre le côté tueur de Davis mais Chloé préfère croire ce dernier plutôt que son mari. Jimmy décide donc de rompre. Après s'être liée d'amitié avec Davis, ce dernier décide de mourir car il sait qu'il est dangereux et lui demande de l'aider. Chloé accepte douloureusement et assiste avec Clark à son aspersion de météorite. Cependant, après avoir été considéré comme mort, Doomsday ressuscite, car la météorite n'a fait que le renforcer. Il demande l'aide à Chloé pour le cacher au Talon et cette dernière accepte, préférant donc mentir à Clark et protéger Davis. Chloé utilise ensuite de la kryptonite noire pour séparer Davis de Doomsday. Toutefois, lorsque Davis découvre que Chloé est toujours amoureuse de Jimmy, et aidait seulement Clark, il poignarde Jimmy dans le loft que celui-ci avait offert à Chloé comme cadeau de mariage. Elle y installe par la suite une tour de contrôle pour s'assurer de la sécurité des super héros (Green Arrow, Aquaman…). Clark les aide de temps en temps.
Après avoir tué le mari de Chloé, Jimmy Olsen, en l'empalant sur une tige de métal, Doomsday tente de tuer Chloé. Clark décide de couper tous liens avec ceux qu'il aime. Malgré tous ces évènements, Chloé veut garder la tour de contrôle, dans l'espoir que tous les héros perdus, à savoir Oliver et son équipe, trouveront leur chemin du retour. 

## Saison 9
Au début de la saison 9, Chloé retrouve Clark, une fois de plus, et tente de le convaincre d'utiliser une bague qui lui a été donnée par la La Légion des super-héros afin de voyager dans le temps et empêcher la mort de Jimmy. Mais Clark refuse de l'aider. Chloé vient à la tour de contrôle à temps complet, en sacrifiant sa vie privée, et devient la cible principale d'Échec et Mat, une organisation gouvernementale qui souhaite faire passer les super-héros sous son contrôle. La relation entre Chloé et Clark devient de plus en plus tendue, mais ils se réconcilient. De plus, Chloé et Oliver commencent à lier une solide amitié. Quelque temps après, ils commencent à se fréquenter et finissent par sortir ensemble. La saison 9 se finit avec la disparition d'Oliver.

## Saison 10
Au début de la saison 10, Chloé utilise le casque du Dr Fate pour retrouver Oliver et s'échange contre lui. Oliver essaie de la trouver mais il apprend qu'elle a effacé son identité. Chloé ne revient que dix épisodes plus tard, pour sauver des membres de la Ligue des Justiciers ainsi que Loïs qui ont été enfermés dans un monde virtuel. Dans l'épisode Masquerade, elle est kidnappée par Desaad (en), un agent de Darkseid qui essaie de la corrompre, mais elle lui résiste. Ensuite, dans l'épisode Fortune, Chloé décide de quitter son rôle de tour de contrôle pour commencer une nouvelle vie à Star City, ce qui implqie de développer une double identité elle aussi. Elle retourne au journalisme en travaillant pour le Star City Register, tandis que la nuit, elle cherche des héros potentiels. Néanmoins, elle rappelle à Clark qu'elle sera toujours là pour lui, et elle lui apprend finalement qu'elle et Oliver se sont mariés. Ils commencent leur vie commune à Star City.
Dans l’épisode final, Chloé revient, convainc Lois de se marier et l'aide à préparer son mariage avec Clark. Elle parvient à empêcher que Clark se fasse passer au doigt l'alliance en kryptonite dorée fabriquée par Darkseid.
On apprend également que Chloé a toujours gardé un œil sur la tour de contrôle, et qu'elle a installé sa base de données à Star City. Oliver et Chloé parlent de leur mariage ; ils se disent que c'est la meilleure chose qu'ils ont faite. On apprend que sept ans plus tard Chloé et Oliver sont toujours mariés et ont un petit garçon nommé Connor.

## Saison 11
Dans les comics Smallville qui constituent la saison 11, Chloé et Oliver sont toujours ensemble et habitent toujours à Star City. La jeune femme apprend qu'elle est enceinte et donnera plus tard naissance à un petit Jonathan. Chloé reste très active dans la vie de son meilleur ami Superman et de sa cousine Lois Lane. De plus, elle aura la joie d’assister au mariage de Clark avec sa cousine et par conséquent son meilleur ami devient pour ainsi dire son cousin.

## Comics Superman
Elle n’apparaît pas mais son nom est d'abord montré dans le comic-book Superman: Secret Origin (en) lorsque l'on voit le plâtre de Pete Ross. Son nom est mentionné une nouvelle fois quand, sur le bureau de Lois Lane, il y a écrit « Appeler Chloé ». Elle apparaît enfin dans Action Comics 893 en 2010, étant présente jusqu'au numéro 896. Elle est la petite amie de Jimmy Olsen et est une grande journaliste.